# El Corozal, Chiapas
El Corozal är en ort i Mexiko.   Den ligger i kommunen Huehuetán och delstaten Chiapas, i den sydöstra delen av landet, 900 km sydost om huvudstaden Mexico City. El Corozal ligger 15 meter över havet och antalet invånare är 138.
Terrängen runt El Corozal är mycket platt. Runt El Corozal är det ganska tätbefolkat, med 75 invånare per kvadratkilometer. Närmaste större samhälle är Huixtla, 14,8 km norr om El Corozal. Omgivningarna runt El Corozal är en mosaik av jordbruksmark och naturlig växtlighet.